# Национален парк Игуасу
Национален парк Игуасу (на испански: Parque nacional Iguazú) е национален парк в Аржентина, департамента Игуасу, в северната част на провинция Мисионес и заема площ от 550 km².
В центъра на резервата в полукръг е разположен водопад с височина от 80 m и диаметър от 2700 m. Той се намира на базалтова отсечка, която се простира по границата между Аржентина и Бразилия. Съставен от множество стръмни водопади, които образуват огромни струи вода, този водопад е един от най-грандиозните в света
В допълнение към природната красота, Национален парк Игуасу представлява значителен остатък от Атлантическата гора, една от най-застрашените територии за опазване. Тези гори обхващащат големи части от бреговете на Бразилия и Северна Аржентина и Уругвай, както и източен Парагвай. Национален парк Игуасу е заобиколен от субтропична гора, която приютява над 2000 растителни и животински вида, като същевременно е убежище за типичния див свят от този регион: тапири, гигантски мравояди, червени ревачи, оцелоти, ягуари и каймани.
Национален парк Игуасу е създаден през 1934 г. и заедно с Игуасу в Бразилия, е сред най-красивите природни забележителности в света, благодарение на своите масивни водопади. Река Игуасу формира голяма извивка във формата на подкова в сърцето на двата парка и представлява международната граница между Аржентина и Бразилия.
И двата обекта са включени в списъка на световното културно и природно наследство на ЮНЕСКО през 1984 г.